# Henri d’Abel de Libran
Henri Gaspard Alexandre d’Abel de Libran (* 14. März 1833 in Aix-en-Provence, Département Bouches-du-Rhône; † 5. Juni 1901 in Paris) war ein französischer Seeoffizier und Konteradmiral (Contre-amiral), der unter anderem Chef des Stabes der Marinebasis Brest sowie Chef der Nordatlantik-Division (Division de l’Atlantique-Nord) war.

## Leben

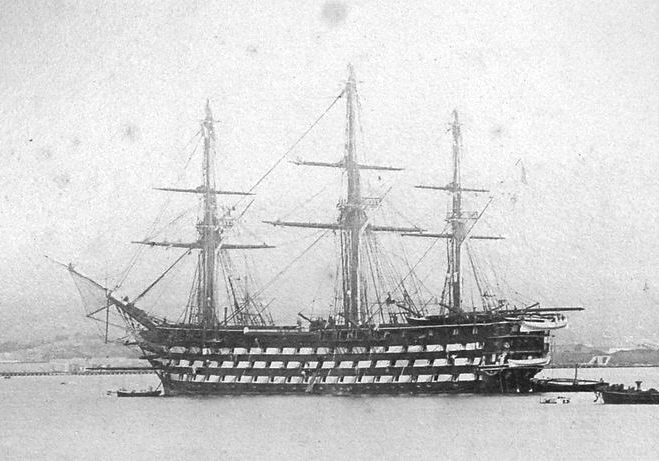
Als junger Seeoffizier nahm d’Abel de Libran an Bord des 118-Kanonenschiffs Ville de Paris am Krimkrieg teil.

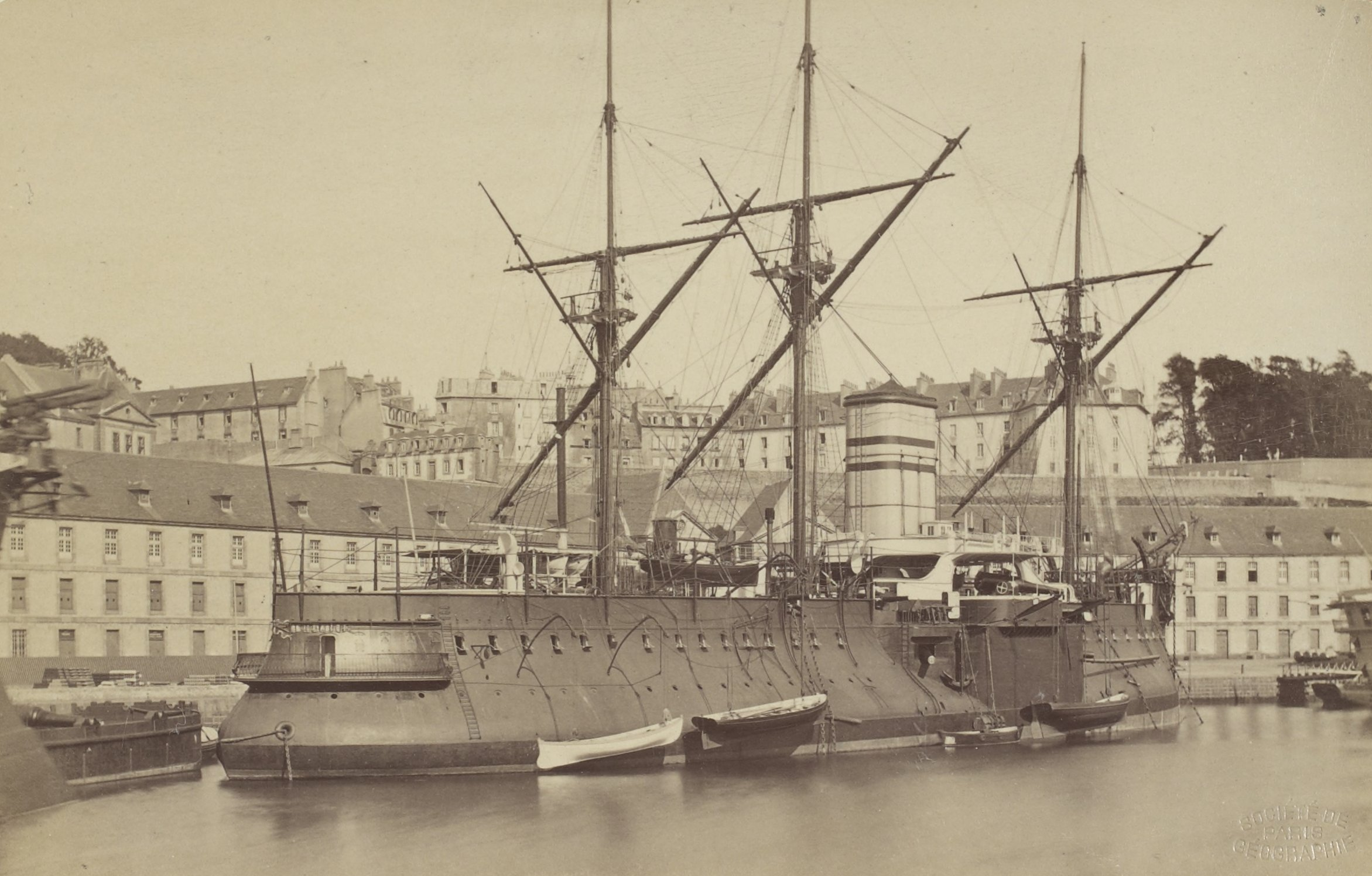
1887 wurde Kapitän zur See d’Abel de Libran Kommandant des Schlachtschiffs Le Redoutable.

Henri Gaspard Alexandre d’Abel de Libran war der Sohn des Grundbesitzers und früheren Unterpräfekten François Gaspard Alfred d’Abel de Libran und Alix Colla de Pradine. Er begann nach dem Schulbesuch als Angehöriger der Promotion 1851 als Élève-officier seine Ausbildung zum Seeoffizier an der Marineschule (École navale), die er am 1. August 1853 auf dem Schulschiff Borda abschloss. Danach wurde er an Bord des 118-Kanonenschiffs Ville de Paris, einem Dreideckerlinienschiff, versetzt und nahm mit diesem am Krimkrieg teil. Für seine dortigen Verdienste wurde ihm am 29. April 1855 das Ritterkreuz der Ehrenlegion verliehen. Nach seiner Rückkehr wurde er am 3. Dezember 1856 zum Leutnant zur See (Enseigne de vaisseau de deuxième classe) befördert und zum Militärhafen Toulon versetzt. Nach seiner Beförderung zum Kapitänleutnant (Lieutenant de Vaisseau) am 24. Dezember 1861 erfolgte seine Verlegung zum Marinestützpunkt Cherbourg. In den folgenden Jahren nahm er als Kommandant des Kanonenboots Éclair an verschiedenen Einsätzen zur Strafkolonie Französisch-Guayana teil und war später Kommandant der Korvette Coligny.
Am 15. Oktober 1875 erhielt d’Abel de Libran seine Beförderung zum Fregattenkapitän (Capitaine de Frégate) und war Erster Offizier der Panzerkorvette Atalante, die im Chinesischen Meer operierte. Am 1. Juli 1880 wurde er Kommandant des Marinestützpunktes Granville und für seine vorherigen Verdienste am 11. Juli 1880 mit dem Offizierskreuz der Ehrenlegion geehrt. Er war ferner Kommandant des im Flottenstützpunkt Cherbourg stationierten mit drei Kanonen ausgestatteten Kanonenbootes Crocodile. Nach seiner Beförderung zum Kapitän zur See (Capitaine de Vaisseau) am 31. Dezember 1883 wurde er Kommandant des Propeller-Aviso Bisson, das zur Levante-Division gehörte, sowie daraufhin erneut Kommandant des Kanonenbootes Crocodile. Am 1. Januar 1886 wurde er in der Marinebasis Cherbourg Kommandant des mit 28 Kanonen ausgestatteten Kreuzers Flore sowie Chef des Stabes des Chefs der Nordatlantik-Division (Division de l’Atlantique-Nord), Konteradmiral Henri Lacombe, dessen Flaggschiff die Flore zugleich war. Am 24. September 1887 wurde er Kommandant des zum Mittelmeer-Geschwader gehörenden Schlachtschiffs Le Redoutable.
Henri d’Abel de Libran erhielt am 14. April 1890 seine Beförderung zum Konteradmiral (Contre-amiral) und fungierte daraufhin als Chef des Stabes der Marinebasis Brest und wurde für seine langjährigen Verdienste am 30. Oktober 1891 auch Kommandeur der Ehrenlegion. Zum Schluss wurde er schließlich Chef der Nordatlantik-Division (Division de l’Atlantique-Nord) und behielt diesen Posten bis zum Erreichen der Altersgrenze sowie der damit verbundenen Versetzung in die Reserve 1895. Nach seinem Tode wurde er auf dem Friedhof von Lambesc beigesetzt.